# Aethiopia tanganjicae
Aethiopia tanganjicae là một loài bọ cánh cứng trong họ Cerambycidae.